# Cochisea recisa
Cochisea recisa là một loài bướm đêm trong họ Geometridae.